# Sweet Steady
Sweet Steady (jap. スイート ステディ zapis stylizowany SWEET STEADY) – siedmioosobowa japońska grupa idolek wyprodukowana przez Kimurę Misę. Powstała w 2024 roku z projektu ASOBISYSTEM „KAWAII LAB.”, który promuje kulturę japońskich idolek na całym świecie.

## Nazwa
Nazwa grupy opiera się na nadziei, że dziewczyny, które są jak bukiet „słodkich (SWEET)” kwiatów, będą „stale (STEADY)” rozkwitały poprzez swoje doświadczenie.

## Historia

### Przed debiutem
Jeszcze przed debiutem grupy członkinie miały ponad 1,9 miliona obserwujących w serwisach społecznościowych, a ich debiutancki koncert „KAWAII LAB. SESSION - SWEET STEADY”, który zaplanowano w Ebisu The Garden Hall 4 marca, przyciągnął wiele uwagi, a bilety zostały natychmiast wyprzedane.

### 2024: Debiutancki singel i koncert
1 marca ukazał się debiutancki singel SWEET STEADY „Hajimari no Aizu” (始まりの合図), a debiutancki koncert „KAWAII LAB. SESSION Vol.7 - SWEET STEADY” odbył się zgodnie z planem 4 marca w Ebisu The Garden Hall, gdzie wystąpiły wszystkie członkinie KAWAII LAB. w tym FRUITS ZIPPER, CANDY TUNE i KAWAII LAB. MATES.
13 kwietnia w sali koncertowej SELENE w Tokio zostanie zorganizowane wydarzenie z okazji miesiąca od debiutu grupy.
13 lipca na koncie SWEET STEADY w serwisie X poinformowano, że Yanagawa zdecydowała się opuścić grupę. Yanagawa na swoim koncie w serwisie X napisała:

„Po wielu dyskusjach zdecydowałam się porzucić moje marzenie jako członkini SWEET STEADY. Bardzo mi przykro, że musiało do tego dojść”.

## Członkinie
| Imię i nazwisko  | Imię i nazwisko | Data urodzenia       | Miejsce urodzenia    | Narodowość | Reprezentatywny kolor | Uwagi                                                      | Przy.                |
| Ayu Okuda        | 奥田 彩友       | 7 stycznia 2001      | prefektura Fukui     | Japonia    | niebieski             | Była członkini IDOLATER i półfinalistka „Miss iD2017”      | [ 6 ]                |
| Yui Otoi         | 音井 結衣       | 9 stycznia 2001      | prefektura Aichi     | Japonia    | jasnoniebieski        | Była członkini notall                                      | [ 7 ]                |
| Natsuka Kurita   | 栗田 なつか     | 19 lipca 2002        | prefektura Kioto     | Japonia    | różowy                | Była członkini W. / Double V i KAWAII LAB. MATES           | [ 8 ] [ 9 ]          |
| Rise Shiokawa    | 塩川 莉世       | 31 lipca 2000        | prefektura Yamanashi | Japonia    | fioletowy             | Była członkini Soreyuke! FARM i Tenkou Shoujo*             | [ 10 ]               |
| Mayumi Shiraishi | 白石 まゆみ     | 27 grudnia 2000      | Tokio                | Japonia    | czerwony              | Była członkini Tokyo flavor i KAWAII LAB. MATES            | [ 11 ] [ 12 ]        |
| Nagisa Shoji     | 庄司 なぎさ     | 29 października 2000 | Hokkaido             | Japonia    | pomarańczowy          | Była członkini AKB48 Kenkyuusei, HARP STAR i WANCHAN ARENA | [ 13 ] [ 14 ] [ 15 ] |
| Sakina Yamauchi  | 山内 咲奈       | 29 lutego 2004       | prefektura Osaka     | Japonia    | żółty                 | Była członkini WONFAS! i KAWAII LAB. MATES                 | [ 16 ] [ 9 ]         |

### Byłe członkinie
| Imię i nazwisko | Imię i nazwisko | Data urodzenia | Miejsce urodzenia | Narodowość | Reprezentatywny kolor | Uwagi                                                  | Przy.         |
| Mia Yanagawa    | 柳川 みあ       | 11 lutego 2001 | prefektura Chiba  | Japonia    | zielony               | Była członkini Glitter Piece, Zenryoku Shoujo R i Tiam | [ 17 ] [ 18 ] |

## Dyskografia

### Cyfrowy singel
| # | Data wydania     | Tytuł                           | Utwory                                                         | Uwagi |
| 1 | 1 marca 2024     | 始まりの合図 (Hajimari no Aizu) | 1. 始まりの合図 2. 始まりの合図 (instrumental)                 |       |
| 2 | 29 marca 2024    | ハートの魔法 (Heart no Mahou)   | 1. ハートの魔法 2. ハートの魔法 (instrumental)                 |       |
| 3 | 5 kwietnia 2024  | なんてねっ！ (Nantene!)         | 1. なんてねっ！ 2. なんてねっ！ (instrumental)                 |       |
| 4 | 14 kwietnia 2024 | ミチシルベ (Michishirube)       | 1. ミチシルベ 2. ミチシルベ (instrumental)                     |       |
| 5 | 24 maja 2024     | Call me, Tell me                | 1. Call me, Tell me 2. Sweet Cafe                              |       |
| 6 | 10 czerwca 2024  | ぱじゃまぱーてぃー！            | 1. ぱじゃまぱーてぃー！ 2. ぱじゃまぱーてぃー！ (instrumental) |       |
| 7 | 10 lipca 2024    | おねがいペンタス                | 1. おねがいペンタス 2. おねがいペンタス (instrumental)         |       |
| 8 | 27 sierpnia 2024 | 新世界クレッシェンド            | 1. 新世界クレッシェンド 2. 新世界クレッシェンド (instrumental) |       |